# Eugenia Charles

Eugenia Charles och Ronald Regan i Vita huset, 1983.

Mary Eugenia Charles, född 15 maj 1919 i Pointe Michel, Dominica, död 6 september 2005 i Fort-de-France, Martinique, var Dominicas premiärminister 21 juli 1980-14 juni 1995. Hon var den första kvinnliga premiärministern i Karibien.

## Biografi
Charles, vars förfäder var slavar, var utbildad jurist. Hon utbildade sig vid University of Toronto och London School of Economics och arbetade som advokat i Roseau från 1949.
På 1960-talet engagerade hon sig politiskt och valdes år 1968 till ledare för det nybildade Dominica Freedom Party, som hon var medgrundare av. År 1975 valdes hon in i underhuset som oppositionsledare och när patiet vann valet 1980 blev Charles både premiärminister och utrikes- och finansminister. Hon arbetade för ett gott förhållande mellan Dominica och USA och stödde dess invasion av Grenada år 1983.
När Eugenia Charles avgick år 1995, efter att ha suttit på posten i tre perioder, återupptog hon upp sin verksamhet som advokat.